# Onosma papillosum
Onosma papillosum är en strävbladig växtart som beskrevs av H. Riedl. Onosma papillosum ingår i släktet Onosma och familjen strävbladiga växter. Inga underarter finns listade i Catalogue of Life.